# توقيت اليمن

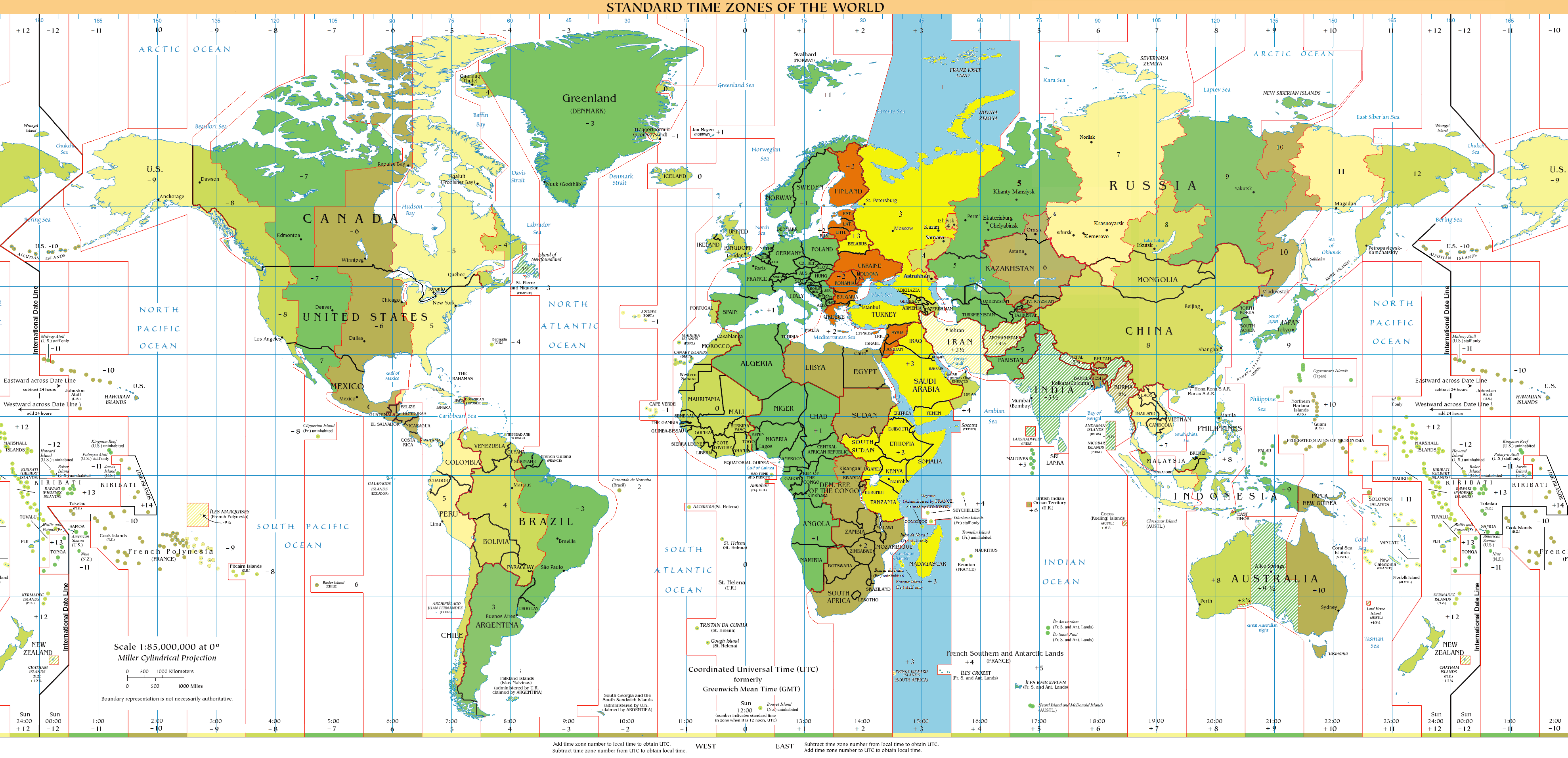

توقيت اليمن هو التوقيت الرسمي في اليمن المستخدم لتحديد موقع اليمن من الخارطة الزمنية. توقيت اليمن يقع تحت النظام المتقدم على توقيت غرينتش بثلاث ساعات.

## وصلات خارجية
- الساعة الآن في اليمن
- التوقيت المحلي الحالي في مدينة صنعاء